# カレル・ハヴリーチェク・ボロフスキー

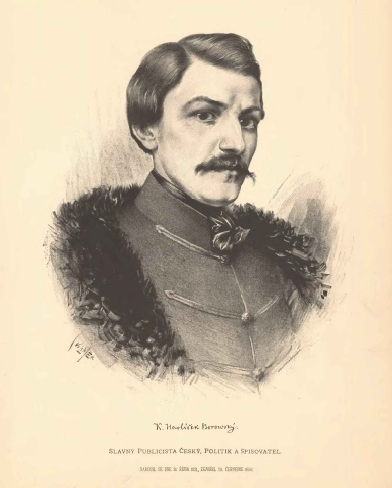
Jan Vilímekによる肖像画

カレル・ハヴリーチェク・ボロフスキー（チェコ語: Karel Havlíček Borovský チェコ語発音: [ˈkarɛl ˈɦavliːtʃɛk ˈborofskiː]、1821年10月31日 - 1856年7月29日）は、チェコの作家、詩人、評論家、政治家、ジャーナリスト、出版人である。

## 略歴
ハヴリーチェク＝ボロフスキーは、ボヘミア（現チェコ共和国）のニェメツキー・ブロト（現在のハヴリーチュクーフ・ブロト郡）で育ち、同地のギムナジウムで学んだ。このギムナジウムで後にチェコ国民楽派の祖となるベドジフ・スメタナと知り合い、親交を結んでいる。故郷の中心地にある彼の生家は、今日ではハヴリーチェク・ミュージアムとして知られている。1838年には、カレル大学で哲学を学ぶために、ボヘミアの中心地プラハへ転居した。プラハでは1848年革命以前の革命的な空気に影響され、愛国的な作家になることを決心した。そのため、彼はチェコ語と文学についての勉強を始めた。民族に奉仕する最良の方法は司祭のようなものになることだと考えたため、彼は大学卒業後に神学を学び始めた。しかし、"精神的な司祭への兆候をごくわずかに見せてから" 1年後、出国することになる。
ボヘミアで教師の職を得ることに失敗したハヴリーチェクは、ロシア人教師の一家で家庭教師となるためにモスクワへと引っ越した。この背景には、パヴェル・ヨゼフ・シャファーリクからの勧めがあった。モスクワでハヴリーチェクは親ロシア的となり、汎スラヴ主義思想へと傾倒する。しかしながら、ロシア社会の真実に気付いてからは悲観的見解に至っている。ハヴリーチェクは「汎スラヴ主義は素晴らしく、魅力的だが無責任である」と述べている。このロシア滞在の思い出は、最初雑誌に掲載・出版されたが、その後、『Obrazy z Rus』と題され、単行本で出版された。
1844年に、ハヴリーチェクはボヘミアへ戻る。帰国後は再興したチェコ語を使用して、あらゆる公の習慣を批判するために文才を費やした。彼の攻撃は特にヨゼフ・カイェターン・ティルの書いた小説に向けられていた。フランティシェク・パラツキーはハヴリーチェクの職探しを助け、1846年に「プラハ新聞」Pražské noviny編集者の職を得ることができた。
1848年4月、彼は「プラハ新聞」の名称を「国民新聞」Národní novinyに変更する。この新聞は、革命期のチェコ自由主義における代表的な新聞となった。また6月にプラハで開催された「スラヴ人会議」の準備にも関わった。7月にはウィーンでのオーストリア帝国憲法制定議会（11月にクロムニェジーシ（クレムジール）に移る）のメンバーに選出されたが、最終的にはジャーナリズムに集中するためにその会議を辞した。｢国民新聞｣は、特に彼の辛辣なエピグラムと機知に富んだ文章で人気となった。
ハヴリーチェクは、政治的に「自由主義的な民族主義者」であったが、自身の見解を示すためにそういった"党派"を利用することはなかった。しばしば彼は、自らへの批判的主張を行う者と同じように、時には賛同者であっても批判した。急進主義的な革命派に対して激しい非難を浴びせている一方で、国民皆参政権を提唱するなどしている。このコンセプトは、彼の同志である自由主義者たちでさえ、極めて急進的だと考えられるようなものであった。彼は実践主義者であり、チェコの社会的または文化的な独立を達成することを手伝うことのない、チェコの民族主義をロマンチックに話すことに時間を費やす人々に対して、ほとんど我慢ならなかった。彼は、かれの新聞の大部分を使って、人々に重要な分野、特に経済学のような分野の教育を行った。それは、他の民族主義的な作家からは完全に無視された。

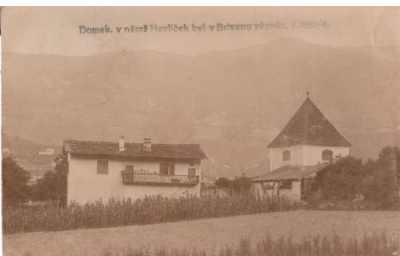
ハヴリーチェクが1851年から1855年まで抑留されていたブリクセンの家

オーストリア帝国領ボヘミアの一部、ハプスブルク家が治めていた地域で起こった革命は、1849年3月のクロムニェジーシ議会の解散と共に敗北した。しかし、ハヴリーチェクは新たな体制をも批判し続けた。彼はその批判によって裁判にかけられた。しかし彼は、同情的な陪審によって無罪となった。｢Národní noviny｣は、1850年1月に廃刊にしなければならなかったが、ハヴリーチェクは活動を止めることはなかった。1850年5月、彼は、雑誌｢Slovan｣をクトナー・ホラで刊行するようになった。この雑誌は、初刊から検閲の対象となり、1851年8月には、発禁処分となった。そして、ハヴリーチェクは再び体制批判の罪で裁判にかけられた。この裁判でも、再び、チェコの庶民たちによる同情的な陪審によって無罪となっている。
ハヴリーチェクは、ニコライ・ゴーゴリ (1842)やヴォルテール (1851)を含む幾人かの風刺的で批評的な作家をチェコ語に翻訳し紹介した。
1851年12月16日夜、法に背いたとして彼は警察に逮捕された。そして、オーストリア帝国最西部のブリクセンに強制的に追放された。彼はこの追放に意気消沈したが、作家活動は継続した。追放の間、彼は彼の最高傑作とされるいくつかの作品を書き上げている。それらは、Tyrolské elegieとKřest svatého Vladimíra、Král Lávraの3作品である。1855年にブリクセンへの追放処分が終了し、ボヘミアへ帰郷する。戻ってきたとき、ハヴリーチェクは自分の妻が数日前に死んだことを知る。彼の以前の友人のほとんどが、アレクサンダー・フォン・バッハ男爵による政治体制を恐れて、彼から離れていった。僅かに公に知られていた援助があっただけである。1856年7月29日、結核が原因でプラハにて死去。34歳没。ボジェナ・ニェンツォヴァーが、棺に眠る彼の頭に茨の冠をつけた。彼の葬儀には、約5000人のチェコ人が出席した。

## メモリアル
ダグラス・パークのチェコ移民たちによってシカゴにハヴリーチェクのモニュメントがたてられた。これは、1910年に完成し、Joseph Strachovskyによる銅像は革命的なポーズをとるハヴリーチェクで、優美にまとわれたケープと完全な軍服を着ており、広げられた腕は彼に賛同するように鑑賞者に訴えかけている。そのモニュメントは、1981年にアドラー・プラネタリウム・アンド・天文学博物館の近くに位置する今日のミュージアム・キャンパスであるSolidarity Driveへと移転している。
また1925年には、同名の伝記映画がリリースされている。